# Sphenomorphus annectens
Sphenomorphus annectens este o specie de șopârle din genul Sphenomorphus, familia Scincidae, descrisă de Boulenger 1897. Conform Catalogue of Life specia Sphenomorphus annectens nu are subspecii cunoscute.